# Agnarr Geirröðsson

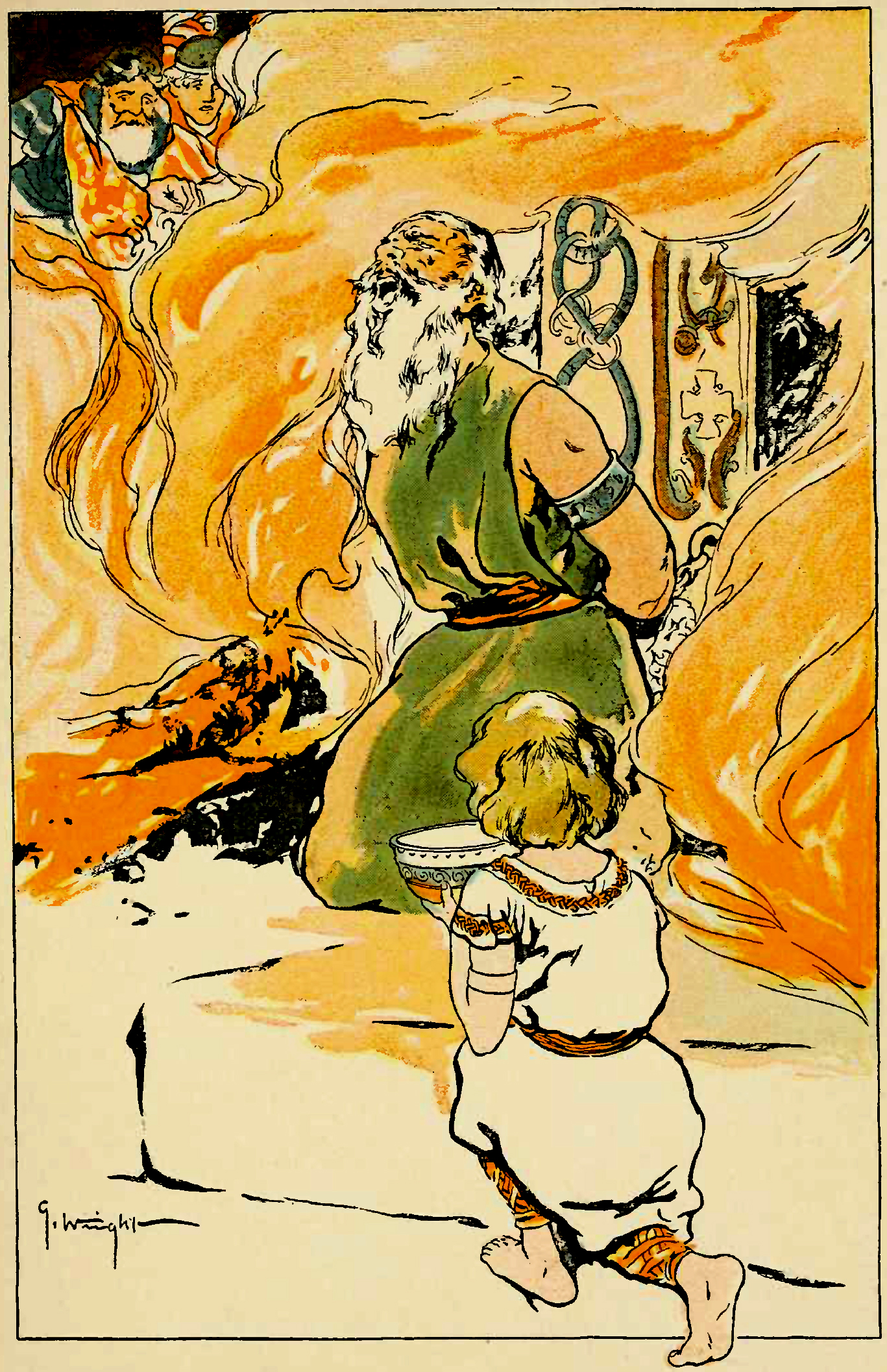
No one gave him a thought of pity save little Agnar («Nessuno ebbe per lui un pensiero pietoso, salvo il piccolo Agnar» - 1908) di George Wright. Agnarr offre a Grímnir qualcosa da bere

Agnarr Geirrǫðsson (AFI: [ˈɑɣnɑrː]) è il figlio di re Geirrǫðr della mitologia norrena. Agnarr viene citato solo nel poema Grímnismál della Edda poetica, compilata nel XIII secolo partendo da scritti di tempi più antichi. Nel Grímnismál viene descritto mentre aiuta Odino, travestito da Grímnir, a fuggire dalla tortura di Geirrǫðr.